# Джон Бітті
Джон Бі́тті  (англ. John Beattie; нар. 9 квітня 1957, Лондон) — британський веслувальник, олімпійський медаліст.

## Виступи на Олімпіадах
| Олімпіада         | Дисципліна                        | Місце |
| ----------------- | --------------------------------- | ----- |
| Москва 1980       | четвірка розстібна без стернового | 3     |
| Лос-Анджелес 1984 | двійка розстібна без стернового   | 12    |

## Зовнішні посилання
- Досьє на sport.references.com [Архівовано 18 жовтня 2012 у Wayback Machine.]

1. ↑  John Beattie